# Яловка (Брянская область)
Яловка — село в Красногорском районе Брянской области России. Административный центр Яловского сельского поселения.

## География
Село находится в западной части Брянской области, в зоне хвойно-широколиственных лесов, в пределах восточной окраины Полесской низменности, на правом берегу реки Вихолка, при автодороге 15К-1803, на расстоянии примерно 16 км (по прямой) к юго-востоку от посёлка городского типа Красная Гора, административного центра района. Абсолютная высота — 142 м над уровнем моря.

### Климат
Климат характеризуется как умеренно континентальный. Среднегодовая многолетняя температура воздуха составляет 10 °С. Средняя температура воздуха самого тёплого месяца (июля) — 23,9 °C (абсолютный максимум — 32 °C); самого холодного (января) — −3,8 °C (абсолютный минимум — −25 °C). Безморозный период длится в среднем 170—190 дней. Среднегодовое количество атмосферных осадков составляет 550—600 мм.

### Часовой пояс
Село Яловка, как и вся Брянская область, находится в часовой зоне МСК (московское время). Смещение применяемого времени относительно UTC составляет +3:00.

## История
Упоминается с начала XVIII века как владение Киево-Печерской лавры, в составе Бобовицкой волости (на территории Новоместской сотни Стародубского полка); казачьего населения не имело. С 1726 - село с храмом Покрова Богородицы (деревянный, перестроен в 1900-х годах, в 1930-1942 и 1963-1979 не действовал, сохранился). В описании Новгород-Северского наместничества в 1781 году Яловка была отмечена как "...село с одной церковью, с приезжим монастырским домом о трех покоях и 78 дворами". В книге "Список населенных мест Черниговской губернии", изданной в 1866 году в Санкт-Петербурге, говорится: "Еловка (Яловка) - село казенное при речке Вихолке, около 60 верст от Суража, 284 двора, 866 мужчин, 942 женщины, церковь, сельская расправа". В конце XIX века была открыта школа грамоты. С 1912 года проводилась однодневная (1 ноября) косьмо-демьяновская ярмарка. С 1782 по 1921 в Суражском уезде (с 1861 в составе Верещакской волости); в 1921-1929 в Клинцовском уезде (Верещакская, с 1923 Ущерпская волость), с 1929 в Красногорском районе. СХПК "Яловка". 

## Население
| 2010 | 2013 |
| ---- | ---- |
| 432  | ↘314 |

### Национальный состав
3800 человек (1926), в национальной структуре населения русские составляли 98 % из 678 человек (2002).